# Nikolai von Stempel
Nikolai Leon Baron von Stempel (russisch Николай Аркадьевич барон фон Штемпель Nikolai Arkadjewitsch Baron von Stempel; * 10. Junijul. / 22. Juni 1861greg. in Poltawa; † 11. Juli 1947 in Aix-les-Bains) war ein russischer Generalleutnant. 

## Leben
Nikolai entstammte dem kurländischen Adelsgeschlecht der Barone von Stempel. Seine Eltern waren der russische Leutnant Arkadius von Stempel (1811–1885) und Alwine Barten (1829–1913).
Er war in erster Ehe ab 1888 mit Elisabeth Anossow (1872–1918), in zweiter Ehe mit Katharina Fürstin Maksutow, schließlich in dritter Ehe mit Corinna Coffino vermählt. Aus erster Ehe sind zwei Söhne und eine Tochter hervorgegangen.
Er besuchte von 1881 bis 1883 das Nikolajew-Kadettenkorps in St. Petersburg und nahm 1883 seinen aktiven Dienst in der Armee als Kornett bei einem Kürassier-Regiment der Leibgarde auf. Stempel avancierte 1887 zum Leutnant, 1890 zum Stabskapitän und 1894 zum Kapitän. Nachdem er 1900 seine Beförderung zum Oberst erhalten hatte, war er von 1907 bis 1910 Kommandeur des 9. Kiewer Husaren-Regiments. Hiernach, jedoch ebenfalls noch 1910 war er Kommandeur der 1. Brigade der 5. Kavallerie-Division, dann Kommandant der 1. Brigade, 1. Kavallerie-Division. Er beschloss dieses Jahr mit dem Abschied als Generalmajor. 1913 trat er als Kommandeur der 2. Brigade der 6. Kavallerie-Division wieder in Dienst. Stempel nahm mit Beginn des Ersten Weltkrieges (August 1914) am Vorstoß nach Ostpreußen teil. Der Einschließung der 2. Armee bei Tannenberg konnte er entkommen. 1917 war er Kommandeur der 9. Kavallerie-Division und erhielt im selben Jahr seine Beförderung zum Generalleutnant. 
Im Exil in Jugoslawien stand Stempel dem Regimentsverband der 1. Garde vor. Sein Kürassier-Regiment stand 1935 in Frankreich. 1939 war er Präsident des Invalidenbundes in Jugoslawien.

## Auszeichnungen
- St. Stanislaus-Orden II. Klasse (1894); I. Klasse mit Schwertern (1915)
- St. Anna-Orden II. Klasse (1897); I. Klasse mit Schwertern (1916)
- St. Wladimir-Orden IV. Klasse (1900); III. Klasse (1909); Schwerter zur III. Klasse (1915); Schwerter und Bogen zur IV. Klasse (1915)